# Riekofen
Riekofen – miejscowość i gmina w Niemczech, w kraju związkowym Bawaria, w rejencji Górny Palatynat, w regionie Ratyzbona, w powiecie Ratyzbona, wchodzi w skład wspólnoty administracyjnej Sünching. Leży około 21 km na południowy zachód od Ratyzbony.

## Dzielnice
W skład gminy wchodzą następujące dzielnice: 
- Oberehring, Unterehring
- Riekofen
- Taimering, Bachstraße, Mühlweg, Bahnhof